# Cow Cow Davenport
Charles Edward "Cow Cow" Davenport (23 de abril de 1894 — 3 de dezembro de 1955) foi um pianista e cantor norte-americano de boogie-woogie.